# Thể thao dưới nước tại Đại hội Thể thao Bán đảo Đông Nam Á 1975
Thể thao dưới nước tại Đại hội Thể thao Bán đảo Đông Nam Á năm 1975 được tổ chức tại Bangkok, Thái Lan, diễn ra từ 11 đến 14 tháng 12 năm 1975, bao gồm ba phân môn: bơi lội, nhảy cầu và bóng nước nam.
Trong môn bơi lội, các vận động viên nam thi đấu ở cự ly từ 100 m đến 1 500 m tự do, cùng nội dung 100–200 m ngửa, ếch, bướm và hỗn hợp 400 m; bốn nội dung tiếp sức (4 × 100 m tự do, 4 × 200 m tự do, 4 × 100 m hỗn hợp). Ở nội dung nữ, thi đấu từ 100–800 m tự do, các nội dung ngửa, ếch, bướm, hỗn hợp 200 m và hai nội dung tiếp sức 4 × 100 m .
Môn nhảy cầu gồm các nội dung ván lò xo (springboard) và ván cứng (platform) dành cho cả nam và nữ, nhưng dữ liệu chi tiết về huy chương ở môn này chưa đầy đủ .
Bóng nước chỉ thi đấu nội dung nam, dưới dạng thi đấu vòng tròn một lượt giữa các đội quốc gia trong khu vực .

## Bơi lội
Nội dung của nam
| Nội dung                   | Vàng              | Vàng    | Bạc               | Bạc     | Đồng               | Đồng    |
| -------------------------- | ----------------- | ------- | ----------------- | ------- | ------------------ | ------- |
| 100 m tự do                | Tan Thuan Heng    | 56.90   | David Hoe         | 57.54   | Aung Khine         | 57.8    |
| 200 m tự do                | Jonathan Davidson | 2:04.8  | Khoo Teng Chuan   | 2:05.7  | Roy Chan           | 2:07.6  |
| 400 m tự do                | Jonathan Davidson | 4:26.2  | Khoo Teng Chuan   | 4:26.33 | Aung Khine         | 4:35.3  |
| 1500 m tự do               | Khoo Teng Chuan   | 17:42.5 | Jonathan Davidson | 17:43.4 | Aung Khine         | 18:35.9 |
|                            |                   |         |                   |         |                    |         |
| 100 m bơi ngửa             | David Hoe         | 1:03.93 | Chiang Jin Choon  | 1:04.86 | Yeo Tseng Tsai     | 1:06.37 |
| 200 m bơi ngửa             | Chiang Jin Choon  | 2:18.0  | Yeo Tseng Tsai    | 2:18.2  | David Hoe          | 2:23.5  |
|                            |                   |         |                   |         |                    |         |
| 100 m bơi ếch              | Prapis Huadlee    | 1:14.4  | Felix Tseng       | 1:14.85 | Kraisree Butrawong | 1:15.12 |
| 200 m bơi ếch              | Yik Tien Diew     | 2:45.45 | Prapis Huadlee    | 2:45.90 | Kraisree Butrawong | 2:45.99 |
|                            |                   |         |                   |         |                    |         |
| 100 m bơi bướm             | Vincent Lee       | 1:01.77 | Roy Chan          | 1:02.7  | Nanda Kyaw Zwa     | 1:03.6  |
| 200 m bơi bướm             | Khoo Teng Chuan   | 2:14.84 | Richard Quek      | 2:16.0  | Nanda Kyaw Zwa     | 2:22.5  |
|                            |                   |         |                   |         |                    |         |
| 400 m hỗn hợp cá nhân      | Khoo Teng Chuan   | 5:08.67 | Chaod Bhobant     | 5:15.0  | Yeo Tseng Tsai     | 5:15.29 |
|                            |                   |         |                   |         |                    |         |
| 4 × 100 m tiếp sức tự do   | Singapore         | 3:50.24 | Malaysia          | 3:53.3  | Thái Lan           | 3:54.3  |
| 4 × 200 m tiếp sức tự do   | Singapore         | 8:37.51 | Thái Lan          | 8:44.5  | Malaysia           | 8:57.5  |
| 4 × 100 m tiếp sức hỗn hợp | Singapore         | 4:16.75 | Malaysia          | 4:34.3  | Thái Lan           | 4:37.5  |

Nội dung của nữ
| Nội dung                   | Vàng                 | Vàng    | Bạc                 | Bạc     | Đồng                 | Đồng     |
| -------------------------- | -------------------- | ------- | ------------------- | ------- | -------------------- | -------- |
| 100 m tự do                | Justina Tseng        | 1:02.8  | Rachaniwan Bulakul  | 1:02.8  | Rosanna Lam Ai Leng  | 1:05.7   |
| 200 m tự do                | Rachaniwan Bulakul   | 2:15.9  | Anne Hoe            | 2:18.9  | Ang Siew Lan         | 2:24.7   |
| 400 m tự do                | Rachaniwan Bulakul   | 4:38.8  | Junie Sng           | 4:40.36 | Anne Hoe             | 4:41.07  |
| 800 m tự do                | Junie Sng            | 9:32.47 | Rachaniwan Bulakul  | 9:35.7  | Anne Hoe             | 10:08.34 |
|                            |                      |         |                     |         |                      |          |
| 100 m bơi ngửa             | Vivian Tham Mei Keng | 1:14.1  | Angela Lecomber     | 1:15:76 | Anita Chen           | 1:17.0   |
| 200 m bơi ngửa             | Vivian Tham Mei Keng | 2:40.2  | Anita Chen          | 2:42.2  | Angela Lecomber      | 2:44.50  |
|                            |                      |         |                     |         |                      |          |
| 100 m bơi ếch              | Justina Tseng        | 1:20.9  | Rosanna Lam Ai Leng | 1:21.7  | Desiree Lim          | 1:23.9   |
| 200 m bơi ếch              | Justina Tseng        | 2:53.29 | Rosanna Lam Ai Leng | 2:54.1  | Desiree Lim          | 2:57.07  |
|                            |                      |         |                     |         |                      |          |
| 100 m bơi bướm             | Sansanee Changkasiri |         | Justina Tseng       | 1:10.7  | Karen Chong          | 1:11.3   |
| 200 m bơi bướm             | Justina Tseng        | 2:34.63 | Karen Chong         | 2:36.21 | Sansanee Changkasiri | 2:40.4   |
|                            |                      |         |                     |         |                      |          |
| 200 m hỗn hợp cá nhân      | Justina Tseng        | 2:36.38 | Rosanna Lam Ai Leng | 2:40.69 | Anita Chen           | 2:40.72  |
|                            |                      |         |                     |         |                      |          |
| 4 × 100 m tiếp sức tự do   | Singapore            | 4:25.00 | Malaysia            | 4:30.4  | Thái Lan             | 4:33.7   |
| 4 × 100 m tiếp sức hỗn hợp | Singapore            | 4:53.12 | Thái Lan            | 5:00.8  | Malaysia             | 5:02.8   |